# Suzanne Flon
Suzanne Flon (Le Kremlin-Bicêtre, Val de Marne, Francia; 18 de enero de 1918 - París; 15 de junio de 2005) fue una actriz y comediante francesa que actuó en francés e inglés.
Una de las integrantes de la generación de Jean Vilar, Madeleine Renaud, María Casares, Gérard Philipe y Jean Louis Barrault.

## Trayectoria
Hija de una joyera y un ferroviario, antes de dedicarse a la actuación fue vendedora e intérprete de inglés en la tienda Au Printemps y secretaria de Édith Piaf Recomendada por Piaf, presentaba en teatros de varieté a figuras como Charles Trenet, Fréhel y Mistinguett.
Fue compañera de clase en el conservatorio de Simone Signoret y debutó dirigida por Raymond Rouleau, discípulo de Antonin Artaud. En 1947 tuvo un gran éxito en La Bruyere con Le Mal Court de Jacques Audiberti y en 1959 pasó a formar parte del Teatro Nacional Popular dirigida por René Clair.
Sus más famosos papeles fueron en obras de Jean Anouilh (L'Alouette como Juana de Arco, Antígona, Roméo et Jeannette que el autor escribió para ella), André Roussin (La Petite Hutte) y  Loleh Bellon (La Chambre d'amis, Les Dames du jeudi, Changement à vue, and Une Absence) y piezas de Shakespeare, Luigi Pirandello, Molière, André Roussin, Carlo Goldoni, Antón Chéjov, Eugene O'Neill (Largo viaje hacia la noche)  y Marguerite Duras en "Savannah Bay" que hizo a los 80 años recreando el papel estrenado por Madeleine Renaud que la llamó "mi sucesora"..
En cine trabajó con Orson Welles, John Huston y Joseph Losey, en Mr. Klein con Alain Delon y Jeanne Moreau.
Su voz característica le sirvió para narrar varios documentales.
Murió de complicaciones por gastroenteritis.
El director Danièle Thompson le dedicó Fauteuils d'orchestre su última aparición cinematográfica como la adorable abuela Madame Roux de la protagonista.

## Teatro
- 1943: Le Survivant de Jean-François Noël, dirigido por Raymond Rouleau
- 1944: Antigone de Jean Anouilh, dirigido por André Barsacq
- 1946: Roméo et Jeannette de Jean Anouilh, dirigido por André Barsacq
- 1947: Le Mal court de Jacques Audiberti, dirigido por Georges Vitaly
- 1947: La Petite Hutte de André Roussin, dirigido por el autor
- 1950: Le Complexe de Philémon de Jean Bernard-Luc, dirigido por Christian-Gérard
- 1950: La hoja de parra de Jean Bernard-Luc, dirigido por Christian-Gérard
- 1953: L'Heure éblouissante de Anna Bonacci, dirigido por Fernand Ledoux
- 1953: L'Alouette de Jean Anouilh, dirigido por Jean Anouilh y Roland Piétri
- 1955: Le Mal court de Jacques Audiberti, dirigido por Georges Vitaly
- 1957: La Mégère apprivoisée de William Shakespeare
- 1958: L'intrigante amoureuse de Carlo Goldoni, adaptación Denise Lemaresquier
- 1959: On ne badine pas avec l'amour de Alfred de Musset, dirigido por René Clair
- 1959: Un beau dimanche de septembre de Ugo Betti, dirigido por André Barsacq
- 1960: De doux dingues de Michel André, dirigido por  Jean Le Poulain
- 1961: Le Mal court de Jacques Audiberti, dirigido por André Reybaz
- 1961: Hélène ou la joie de vivre de André Roussin y Madeleine Gray, dirigido por Louis Ducreux
- 1961: La Nuit des rois de William Shakespeare, adaptación de Nicole y Jean Anouilh, dirigido por Jean Le Poulain
- 1962: Les Petits Renards de Lillian Hellman, dirigido por Pierre Mondy
- 1963: L'Acheteuse de [Steve Passeur, dirigido por Jean Anouilh y Roland Piétri
- 1964: L'Alouette de Jean Anouilh, dirigido por Jean Anouilh y Roland Piétri
- 1965: Victimes du devoir de Eugène Ionesco, dirigido por Antoine Bourseiller
- 1965: La Cerisaie de Anton Chejov, dirigido por Sacha Pitoëff
- 1966: Richard III de William Shakespeare, dirigido por Roger Planchon
- 1967: La Baye de Philippe Adrien, dirigido por Antoine Bourseiller
- 1967: L'Alouette de Jean Anouilh, dirigido por Jean Anouilh y Roland Piétri
- 1968: La Baye de Philippe Adrien, dirigido por Antoine Bourseiller
- 1969: Teresa de Natalia Ginzburg, dirigido por Gérard Vergez
- 1970: Ce soir on improvise de Luigi Pirandello, dirigido por Gérard Vergez
- 1972: Les Veufs de Bernard Mazeas, dirigido por Antoine Bourseiller
- 1973: Long Voyage vers la nuit de Eugene O'Neill, dirigido por Georges Wilson
- 1976: Les dames du jeudi de Loleh Bellon, dirigido por Yves Bureau
- 1978: Changement à vue de Loleh Bellon, dirigido por Yves Bureau
- 1980: Le Cœur sur la main de Loleh Bellon, dirigido por Jean Bouchaud
- 1983: Chacun sa vérité de Luigi Pirandello, dirigido por François Périer
- 1985: Gigi de Colette, dirigido por Jean Meyer
- 1986: Léopold le bien-aimé de Jean Sarment, dirigido por Georges Wilson
- 1988: Une absence de Loleh Bellon, dirigido por Maurice Bénichou
- 1991: L'Antichambre de Jean-Claude Brisville, dirigido por Jean-Pierre Miquel
- 1995: La Chambre de amis de Loleh Bellon, dirigido por Jean Bouchaud
- 1999: L'Amante anglaise de Marguerite Duras, dirigido por Patrice Kerbrat

## Filmografía principal
- Moulin Rouge (1952)
- Mr. Arkadin (1955)
- Tu ne tueras point (1961)
- El proceso (1962)
- The Train (1964)
- Jeff (1969)
- Mr. Klein (1976)
- One Deadly Summer (1983)
- La Vouivre (1989)
- La fortuna de vivir (1998)
- La Demoiselle d'Honneur de Claude Chabrol (2002)
- Joyeux Noël (Feliz Navidad) (2004)
- La fleur du mal (2004)
- Fauteuils d'orchestre (2006) ("Lo mejor de nuestras vidas")

## Premios y distinciones
Festival Internacional de Cine de Venecia
| Año  | Categoría                    | Película   | Resultado |
| ---- | ---------------------------- | ---------- | --------- |
| 1961 | Copa Volpi a la mejor actriz | No matarás | Ganadora  |

Premio Molière
| Año  | Categoría | Película             | Resultado |
| ---- | --------- | -------------------- | --------- |
| 1987 | Molière   | Léopold le bien-aimé | Ganadora  |
| 1995 | Molière   | La Chambre d'amis    | Ganadora  |

Premio Cesar
| Año  | Categoría    | Película        | Resultado |
| ---- | ------------ | --------------- | --------- |
| 1984 | Mejor actriz | L'Été meurtrier | Ganadora  |
| 1990 | Mejor actriz | La Vouivre      | Ganadora  |